# Cagán-Űr járás
Cagán-Űr járás (mongol nyelven: Цагаан-Үүр сум) Mongólia Hövszgöl tartományának egyik járása. Területe 8700 km². Népessége kb. 2700 fő.
Székhelye Bulgan (Булган), mely 195 km-re fekszik Mörön tartományi székhelytől.